# Roy Orbison's Many Moods
Roy Orbison's Many Moods, studioalbum av Roy Orbison, utgivet i maj 1969 på skivbolaget MGM Records. Albumet är producerat av Wesley Rose.

## Låtlista
Singelplacering i England=UK.
1. "Truly, Truly, Truly" (Mickey Newbury)
2. "Unchained Melody" (Alex North/Hy Zaret)
3. "I Recommend Her" (Larry Henley/Mark Mathis/Nolen Brown)
4. "More" (Marrello Ciorciolini/Norman Newell/Riziero Ortolani/Nino Oliviera)
5. "Heartache" (Bill Dees/Roy Orbison) (UK #44)
6. "Amy" (Dan Folger)
7. "Good Morning Dear" (Mickey Newbury)
8. "What Now My Love" (Gilbert Bécaud/Claude de Metruis/Carl Sigman)
9. "Walk On" (Bill Dees/Roy Orbison) (UK #39)
10. "Yesterday's Child" (Bill Dees/Roy Orbison)
11. "Try To Remember" (Tom Jones/Harvey Schmidt)